# Citharomangelia planilabroides
Citharomangelia planilabroides is een slakkensoort uit de familie van de Mangeliidae. De wetenschappelijke naam van de soort is voor het eerst geldig gepubliceerd in 1884 door Tryon.